# Myrina prabha
Myrina prabha är en fjärilsart som beskrevs av Moore 1877. Myrina prabha ingår i släktet Myrina och familjen juvelvingar. Inga underarter finns listade i Catalogue of Life.